# Compsobracon stigma
Compsobracon stigma är en stekelart som först beskrevs av Brulle 1846.  Compsobracon stigma ingår i släktet Compsobracon och familjen bracksteklar. Inga underarter finns listade i Catalogue of Life.